# フィリップ・ダン (脚本家)
フィリップ・アイヴス・ダン（Philip Ives Dunne, 1908年2月11日 - 1992年6月2日）は、アメリカ合衆国の脚本家、映画監督、プロデューサーである。

## 来歴
1932年から1965年まで盛んに活動し、そのキャリアの大半を20世紀フォックスで過ごした。ダンは映画脚本家組合の主要な組織者であり、また1940年代から1950年代にかけての「ハリウッド・ブラックリスト」の時代には政治的な活動も行っていた。彼の手がけた主な映画に『わが谷は緑なりき』（1941年）、『幽霊と未亡人』（1947年）、『聖衣』（1953年）、『華麗なる激情』（1965年）がある。
アカデミー賞脚本賞には『わが谷は緑なりき』（1941年）と『愛欲の十字路』（1951年）でノミネートされた。またアーヴィング・ストーンの小説『苦悩と歓喜』を映画化した『華麗なる激情』（1965年）ではゴールデングローブ賞脚本賞にノミネートされた。
ダンの脚本はキャロル・リード、ジョン・フォード、ジャック・ターナー、エリア・カザン、オットー・プレミンジャー、ジョーゼフ・L・マンキーウィッツ、マイケル・カーティスといった多くの著名な監督により映画化されている。

## バイオグラフィ

### 生い立ち

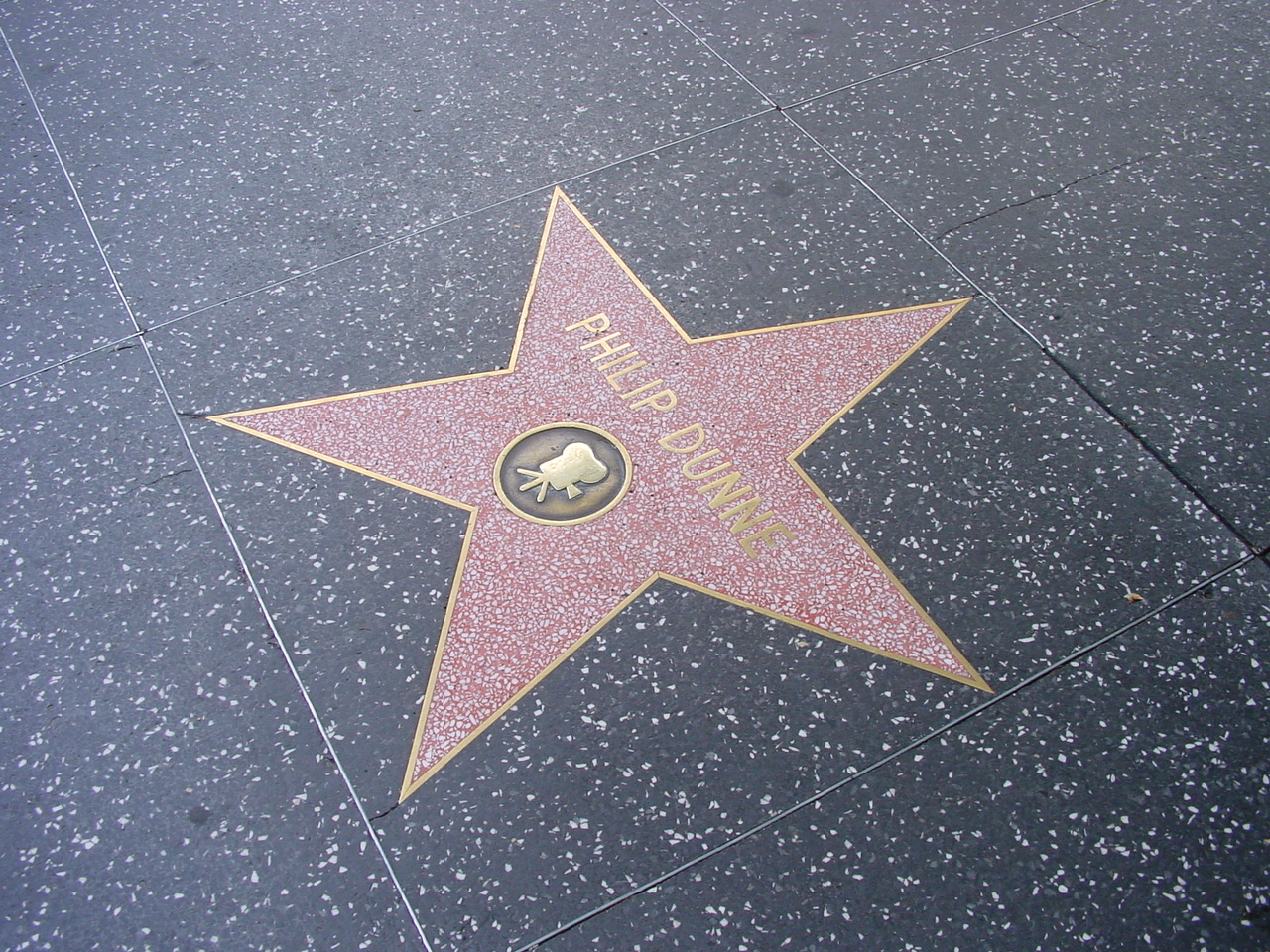
ハリウッド・ウォーク・オブ・フェームのフィリップ・ダンの星

フィリップ・ダンはニューヨーク市でシカゴのコラムニストでユーモリストのフィンリー・ピーター・ダンとオリンピック優勝者のゴルファーで『シカゴ・トリビューン』の書評家・小説家のメアリー・アイヴス・アボットの娘でもあるマーガレット・アボットとのあいだに生まれた。
ローマ・カトリック教徒である彼はミドルセックス・スクール（1920-1925年）とハーバード大学（1925年-1929年）に通った。卒業後すぐに彼は自信の健康と仕事探しのためにハリウッド行きの列車に乗り込んだ。

### 初の脚本
ダンは当初は映画業界で働くことに興味を持っていなかったが、そこが最初の就職先となった。彼は兄弟の友人の推薦でフォックスで週給での閲読係の仕事を得た。当時の閲読係にはレナード・スピゲルガスの姿もあった。ダンは後にこう回想している:
私たちには最低なものしか回ってこなかった。良い台本や演劇は全てニューヨークの閲読部門を通過していたのだ。私たちは失業中の脚本家によって書かれた哀れな原案が手に入れた。私はそれを改善できる方法を探し続けた。あらすじを書いて、もっと良くしようと考えた。どうしようもなかった。その人が見落としていたことが明らかになる。そして物語のあらすじができるようになると、それを構築することができる。同時にはワシは副業で短編小説を書いていたので、これら全てが1つになったのだ。
1931年、ダンは経費削減のためにフォックス入社から1年足らずで解雇された。彼は一時的にMGMと契約してコメディを書いたが自作の出来に満足できず、初稿を提出した後に辞表を出した。この脚本は後に『Student Tour』（1934年）として撮影されたが、ダンは観賞しなかった。
ダンはまた『金髪乱れて』（1932年）にもクレジット無しで参加した。

### キャリアの進歩
ダンのキャリアで最初の重要な脚本はエドワード・スモール製作の『巌窟王』（1934年）である。ダンは監督のローランド・V・リーとダン・トザローによって小説の内容が抜粋された後にこのプロジェクトに参加し、脚本をシーンに仕上げ、台詞を作り上げるのを手伝った。ダンは後にリーが自分にとって重要な指導者であると認めている。
スモールはダンを引き留め、『The Melody Lingers On』（1935年）の脚本に取り組ませた。ダンは他に『Helldorado』（1935年）にもクレジットされており、フォックスでもう1人の初期の指導者であるジェシー・ラスキーのもとで作られた。
ダンは『Under Pressure』（1935年）と『愛と光』（1935年）でもクレジットされない小さな役割を果たした。
ダンがジョン・L・ボルダーストンと共同でスモールの下で書いた『モヒカン族の最後』（1936年）が撮影され、高い評価を受けた。ダンはこの脚本を別の作家が書き直したことで傷ついたと主張した。1992年の再映画化の際は原作小説ではなくこの脚本が基となった。
ユニバーサルでは『Breezing Home』（1937年）を書いたが、ダンはこれが自分のキャリアで書くことになる4つのオリジナル脚本のうち最初のものだったと後に語った。

### 20世紀フォックス
様々なスタジオで働いた後にダンは1937年に20世紀フォックスに移籍し、25年間（第二次世界大戦の4年間の兵役期間を除く）在籍し、脚本を36本、監督を10本務めた。また後期にはプロデューサーも務めた。
ダンのフォックスでの最初の仕事はジョージ・サンダースと組んだ『Lancer Spy』（1937年）である。その後はジュリアン・ジョセフソンと組んで『スエズ』（1938年）、『スタンレー探検記』（1939年）、『雨ぞ降る』（1939年）を手がけてスタジオの重要な脚本家の1人として地位を確立した。.
ダン単独では『懐しのスワニー』（1939年）と『Johnny Apollo』（1940年、ローランド・ブラウンの初稿の書き直し）を執筆した。
ダンは『わが谷は緑なりき』（1941年）の企画を当初はウィリアム・ワイラーと共に進め、ジョン・フォードに引き継がれた。また彼は『激闘』（1942年）も執筆した。

### 第二次世界大戦
1942年から1945年までダンは戦時情報局海外支局の映画部門の製作主任を務めた。彼は『Salute to France』（1943年）などの映画を書いた。
彼はジョセフ・フォン・スタンバーグ監督によるノンフィクション短編『The Town』（1945年）を製作し、批評家の賞賛を浴びた。

### 戦後のキャリア
戦後、フォックスに戻ったダンは『ボストン物語』（1947年）と『幽霊と未亡人』（1947年）などの作品ですぐにスタジオの主要な脚本家の1人として再スタートした。
彼は『永遠のアンバー』（1947年、リング・ラードナー・ジュニアと共同）、『Escape』（1948年）、『幸福の森』（1948年）を執筆した。ダンはまた『ピンキー』（1949年）でダドリー・ニコルズの脚本を改訂した。
1949年にダンはオットー・プレミンジャーと共に映画『The Far East Story』の企画を進めていたが製作には至らなかった。
ダンは『愛欲の十字路』（1951年）でスペクタクルへと移行した。これは聖書の物語に基づいているが、ダン自身は2作目の「オリジナル」と考えていた。ザナックはダンを『シバの女王』に起用したが、これは製作に至らなかった。
ダンは他に『女海賊アン』（1951年）と『嵐を呼ぶ太鼓』（1952年）を執筆した。

### プロデューサー
ダンは脚本も担当した『草原の追跡』（1952年）でプロデューサーに転身した。その後の脚本家としてのみの作品として初のシネマスコープ映画で大成功を収めた『聖衣』（1953年）を手がけた。ダンは『愛欲の十字路』の執筆は楽しんだが、『聖衣』の執筆は「雑用」であり、「ザナックへの好意でやっただけだ」と語った。
ダンは『The Story of Jezebel』を製作する予定であったが、実現しなかった。ダンは『聖衣』の続編で自身にとって3本目のオリジナル作『ディミトリアスと闘士』（1954年）を執筆し、これもヒットした。
一方でダンはケイシー・ロビンソンの草案を基に『エジプト人』（1954年）の脚本を書いたが、これは興行的に失敗した。ダンはこの映画で非公式にプロデューサーを務めたと語っている。

### 監督
ダンはモス・ハート脚本による『凶弾の舞台』（1955年）のプロデューサーを任された。彼は満足できる監督を見つけることができなかったため、ダリル・F・ザナックはダン自身にその仕事をやるように提案した。
ダンは「私は監督を始めるのが遅すぎたし、そして間違いなく適していない時期だった。20世紀フォックス、スタジオ・システムは崩壊していた。船は出航していた」と語った。
ダンは『さらばポンペイ』（1955年）で脚本・製作・監督を担当した。彼は『激情の女』（1956年）と『Three Brave Men』（1956年）で脚本と監督を務め、どちらもハーバート・スウォープが製作した。
ダンは戦争ドラマ『大戦争』（1958年）で監督を担当し、スタジオの若い契約俳優が多数出演した。この映画はエドワード・アンハルトが脚本を書き、ジェリー・ウォルドが製作した。
ダンは他にチャールズ・ブラケット製作の『秘めたる情事』（1958年）と『ゆきすぎた遊び』（1959年）で監督と脚本を務めた。

### 末期の映画
1961年、クリフォード・オデッツ脚本、ウォルド製作、エルヴィス・プレスリー出演の『嵐の季節』を監督した。
1962年、ダンはヤン・デ・ハルトグの小説『遥かなる星』を原作とし、スティーヴン・ボイドとドロレス・ハートが出演し、ゴールデングローブ賞にノミネートされた『脱走』を監督した。ダンはこの映画では脚本を書かなかった。
ダンは『華麗なる激情』（1965年）では脚本のみを務めた。アーヴィング・ストーンの小説を原作としているがダンはこれをオリジナルだと考えた。彼は「システィーナ礼拝堂のクワートとフラッグと呼んだ」と後に語った。
ダンはユニバーサルで『目かくし』（1966年）の監督と脚本を務めた。これは彼にとっての最後の映画となった。その後はアンソニー・ヘクストール・スミスの小説『The Consort』の映画化に取り組んでいたとされるが、製作には至らなかった。

### その他の執筆活動
ダンは映画脚本だけではなく新聞記事も書き、さらに『ザ・ニューヨーカー』や『アトランティック・マンスリー』にも寄稿していた。
彼はアドレー・スティーブンソンなどの民主党政治家の演説原稿も書いていた。
彼は舞台劇『Mr. Dooley's America』（1976年）や『Politics』（1980年）の脚本も書いた。
彼の著書には『Mr Dooley Remembers』（1963年）や『Take Two: A Life in Movies and Politics』（1980年）などがある。彼の短編小説は『ニューヨーカー』に掲載され、さらにエッセイが『タイム』、『ロサンゼルス・タイムズ』、『ハーバード・レビュー』に連載された。

## 政治的活動
ダンは映画脚本家組合の共同設立者であり、1938年から1940年まではその後継団体である全米脚本家組合で副会長を務めた。1946年から1948年にかけては映画芸術科学アカデミーの理事を務めた。
第二次世界大戦前には1940年5月設立の連合国支援によるアメリカ防衛委員会のメンバーとして活動し、アメリカを戦争に巻き込まないための最善の方法としてイギリスへの軍事物資の援助を提唱した。

### フィリップ・ダンとハリウッド・ブラックリスト
ダンは1940年代から1950年代にかけてのハリウッド・ブラックリストの時代の主要な人物である。1947年に彼は下院非米活動委員会（HUAC）の公聴会に対応してジョン・ヒューストンとウィリアム・ワイラーと共同で修正第1条委員会を設立した。ダン、ヒューストン、ワイラーは会員のハンフリー・ボガート、ローレン・バコール、ダニー・ケイ、ジーン・ケリーは1947年19月にワシントンD.C.のHUACの前に現れ、その活動や手法に抗議した。ダン自身は召喚されることもブラックリスト入りすることも共産党所属を非難されることもなかった。

## 私生活
ダンは1939年7月13日にアマンダ・ダフ（Amanda Duff, 1914年-2006年）と結婚した。夫婦は子供を3人もうけた。
1980年に回想録『Take Two: A Life in Movies and Politics』を出版した。
ダンは1992年にカリフォルニア州マリブで癌により亡くなった。84歳だった。

## 主なフィルモグラフィ
- 巌窟王 The Count of Monte Cristo (1934) 脚本
- Student Tour (1934) 脚本
- Helldorado (1935) 脚本
- The Melody Lingers On (1936) 脚本
- モヒカン族の最後（英語版） The Last of the Mohicans (1936) 脚本
- Breezing Home (1937) 脚本
- Lancer Spy (1937) 脚本
- スエズ Suez (1938) 脚本
- スタンレー探検記（英語版） Stanley and Livingstone (1939) 脚本
- 雨ぞ降る The Rains Came (1939) 脚本
- 懐しのスワニー（英語版） Swanee River (1939) 脚本
- Johnny Apollo (1940) 脚本
- わが谷は緑なりき How Green Was My Valley (1941) 脚本
- 激闘 Son of Fury (1942) 脚本
- ボストン物語（英語版） The Late George Apley (1947) 脚本
- 幽霊と未亡人 The Ghost and Mrs. Muir (1947) 脚本
- 永遠のアンバー Forever Amber (1947) 脚本
- Escape (1948) 脚本
- 幸福の森（英語版） The Luck of the Irish (1948) 脚本
- ピンキー Pinky (1949) 脚本
- 女海賊アン（英語版） Anne of the Indies (1951) 脚本
- 愛欲の十字路（英語版） David and Bathsheba (1951) 脚本
- 嵐を呼ぶ太鼓（英語版） Lydia Bailey (1952) 脚本
- 草原の追跡（英語版） Way of a Gaucho (1952) 脚本・製作
- 聖衣 The Robe (1953) 脚本
- ディミトリアスと闘士 Demetrius and the Gladiators (1954) 脚本
- エジプト人 The Egyptian (1954) 脚本
- 凶弾の舞台（英語版） Prince of Players (1955) 監督・製作
- さらばポンペイ（英語版） The View from Pompey's Head (1955) 脚本・監督・製作
- 激情の女（英語版） Hilda Crane (1956) 脚本・監督
- Three Brave Men (1956) 脚本・監督
- 秘めたる情事 Ten North Frederick (1958) 脚本・監督
- 大戦争（英語版） In Love and War (1958) 監督
- ゆきすぎた遊び（英語版） Blue Denim (1959) 脚本・監督
- 嵐の季節 Wild in the Country (1961) 監督
- 脱走（英語版） Lisa (1962) 監督
- 華麗なる激情 The Agony and the Ecstasy (1965) 脚本
- 目かくし Blindfold (1966) 脚本・監督

## 受賞とノミネート
| 賞           | 年   | 部門   | 作品名           | 結果       |
| ------------ | ---- | ------ | ---------------- | ---------- |
| アカデミー賞 | 1941 | 脚色賞 | わが谷は緑なりき | ノミネート |
| アカデミー賞 | 1951 | 脚本賞 | 愛欲の十字路     | ノミネート |

## 関連文献
- Contemporary Authors: Philip Dunne, Thomson Gale, 2004
- Philip Dunne, Take Two: A Life in Movies and Politics, McGraw-Hill, 1980 (ISBN 0-87910-157-1)
- McGilligan, Patrick (1986). Backstory: Interviews with Screenwriters of Hollywood's Golden Age. University of California Press